# Gustavusburg
Als Gustavusburg, Gustav Adolf oder Schwedenhaus wird ein zum Dessau-Wörlitzer Gartenreich gehörendes Gebäude bezeichnet. Es befindet sich am Ortsausgang von Dessau-Waldersee in Richtung Wörlitz.

## Geschichte
Fürst Leopold III. Friedrich Franz von Anhalt-Dessau ließ die Gustavusburg zwischen 1784 und 1786 errichten. Genutzt wurde das Wallwachhaus zunächst als Wohnhaus und zur Einlagerung von Gerätschaften zur Instandhaltung der benachbarten Hochwasserwälle. Im Jahr 1792 schenkte er das Haus dem schwedischen Hauptmann Baron von Greifenheim. Die gebräuchliche Bezeichnung Gustav Adolf ist auf ein vergoldetes Relief an der Hauptfassade zurückzuführen, das den Schwedenkönig Gustav Adolph darstellt. Seit 1863 wurde das Gebäude als Gastwirtschaft betrieben, nach dem Nutzungsende im Jahr 1969 verfiel es allerdings. Eine erste Sicherung der Ruine erfolgte nach 1990. Mittels finanzieller Unterstützung durch das Land Sachsen-Anhalt konnte die Kulturstiftung DessauWörlitz das Grundstück im Dezember 2005 aus Privatbesitz erwerben sowie anschließend die vorhandene Bausubstanz instand setzen und den Risalit mit dem Relief wiedererrichten.
Das Gebäude ist als Baudenkmal eingetragen.

## Beschreibung
Das Gebäude befindet sich an der Hauptstraße zwischen Dessau und Wörlitz. Teile des Bauwerks waren in Fachwerk ausgeführt, dessen Verputz eine Ziegelimitation aufwies. Die Teile des aus Sandstein ausgeführten Risalits sind noch original erhalten und wurden bei der Rekonstruktion integriert.

## Bilder

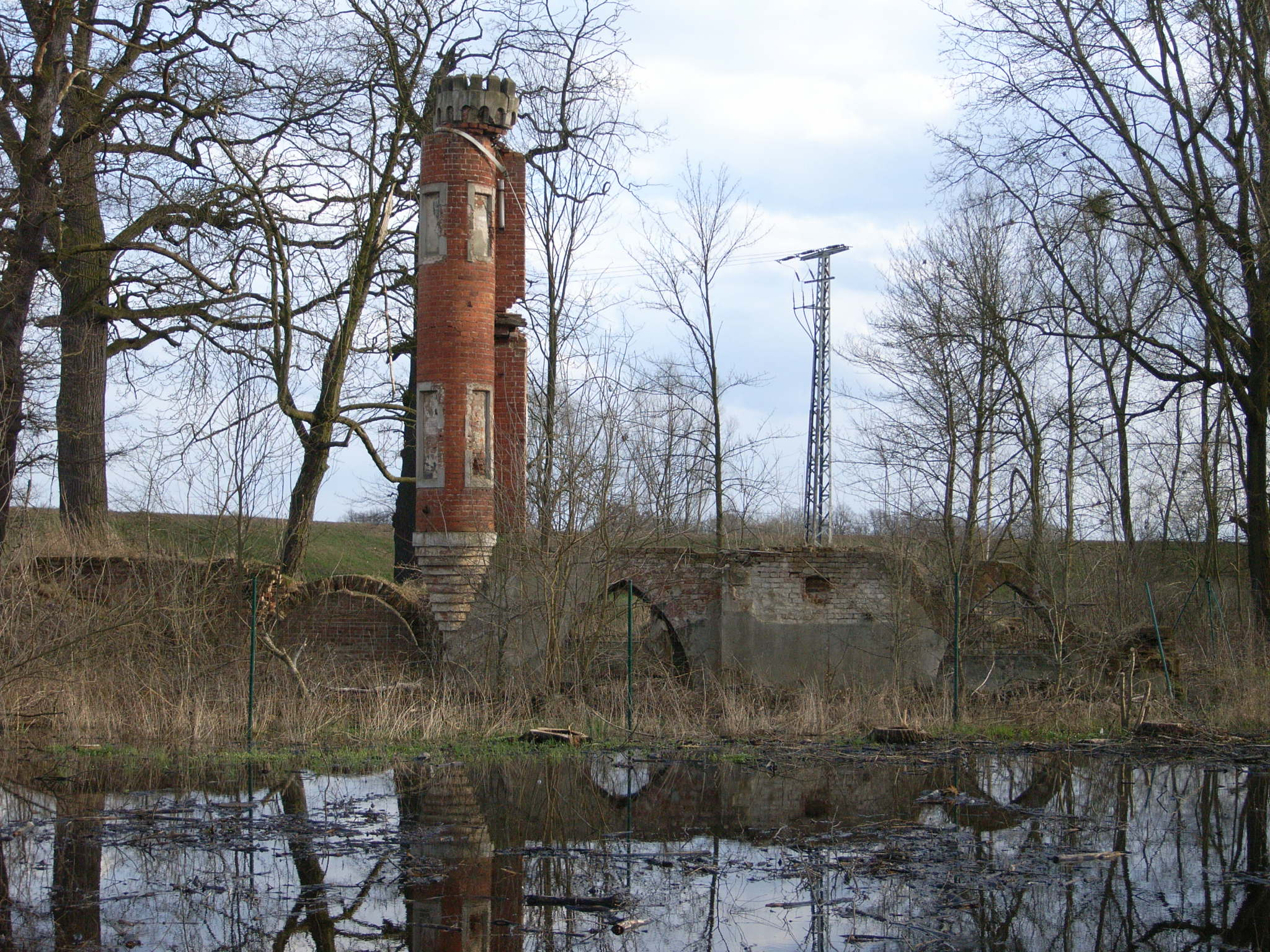
Zustand bis 2006
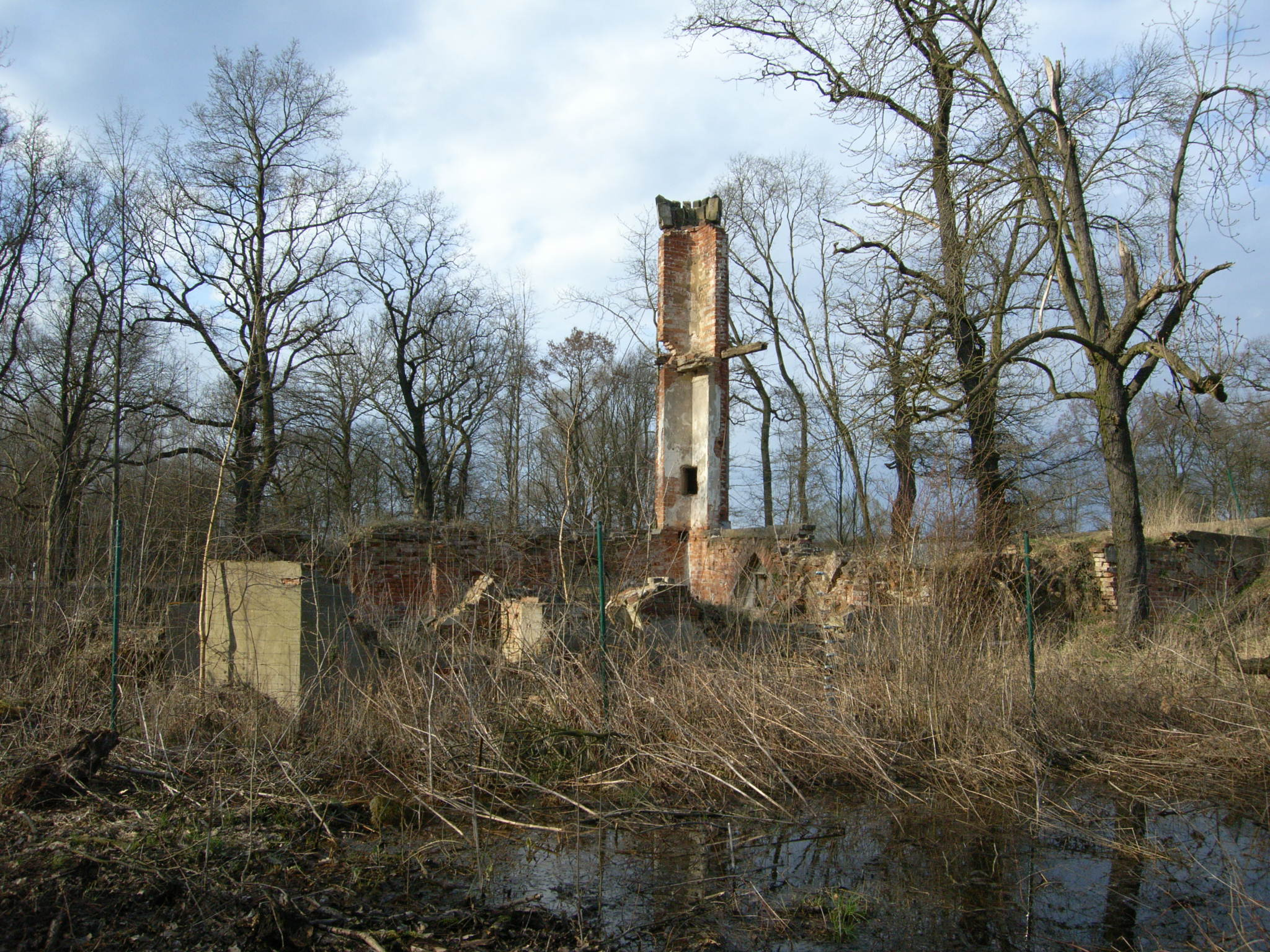
2006
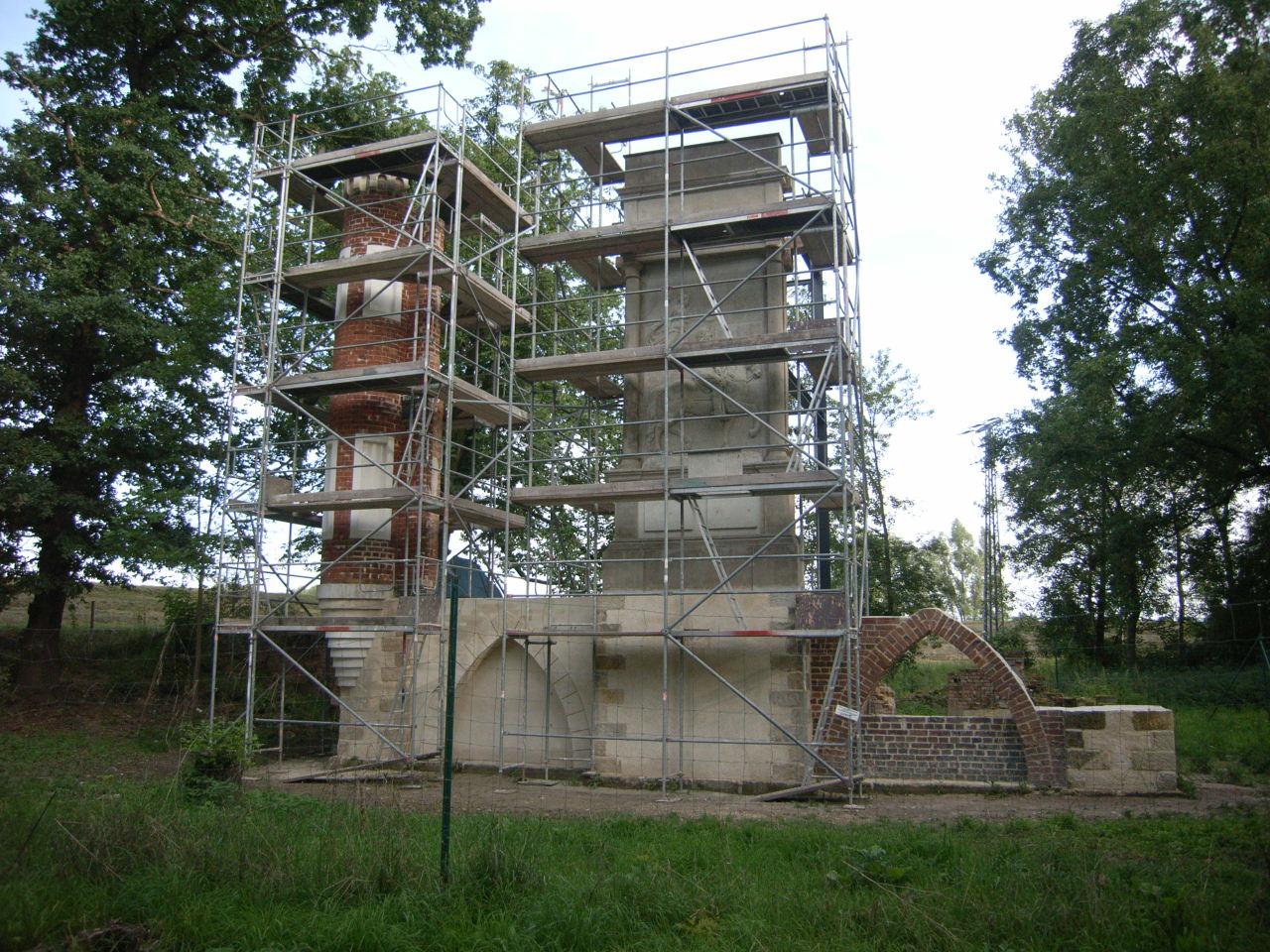
2007, Beginn der Teilrekonstruktion
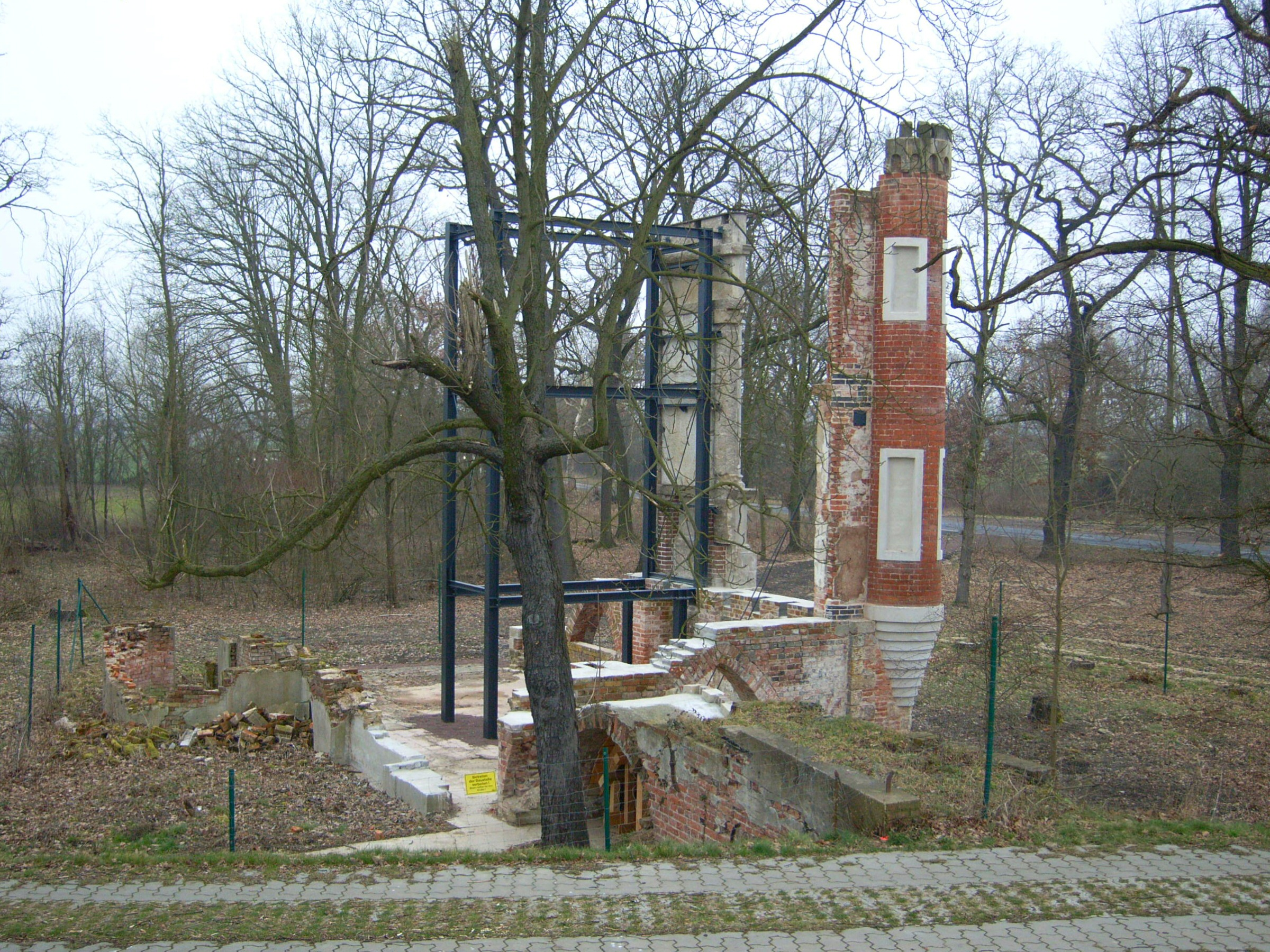
2007
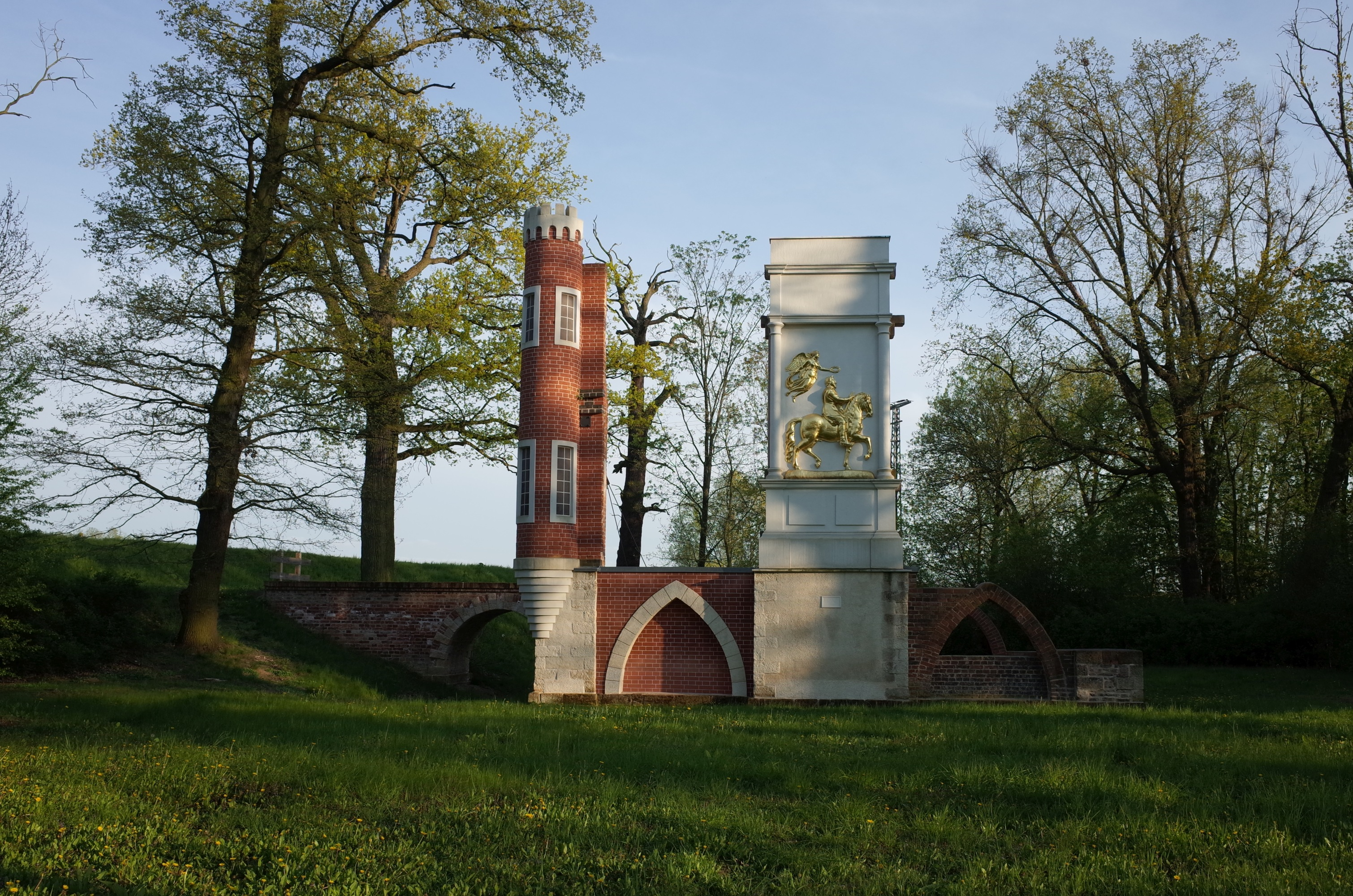
2016
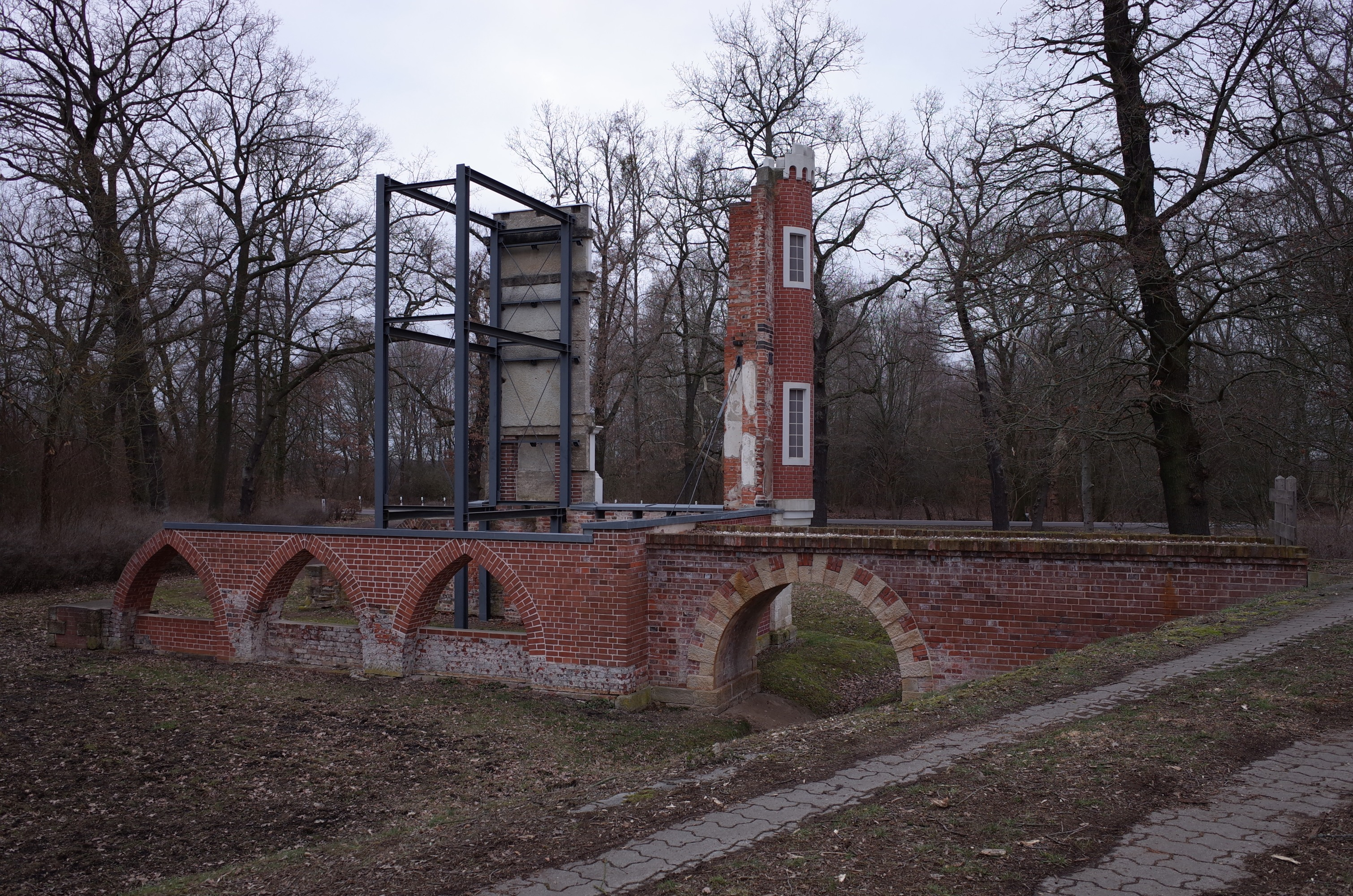
2019, Rückseite
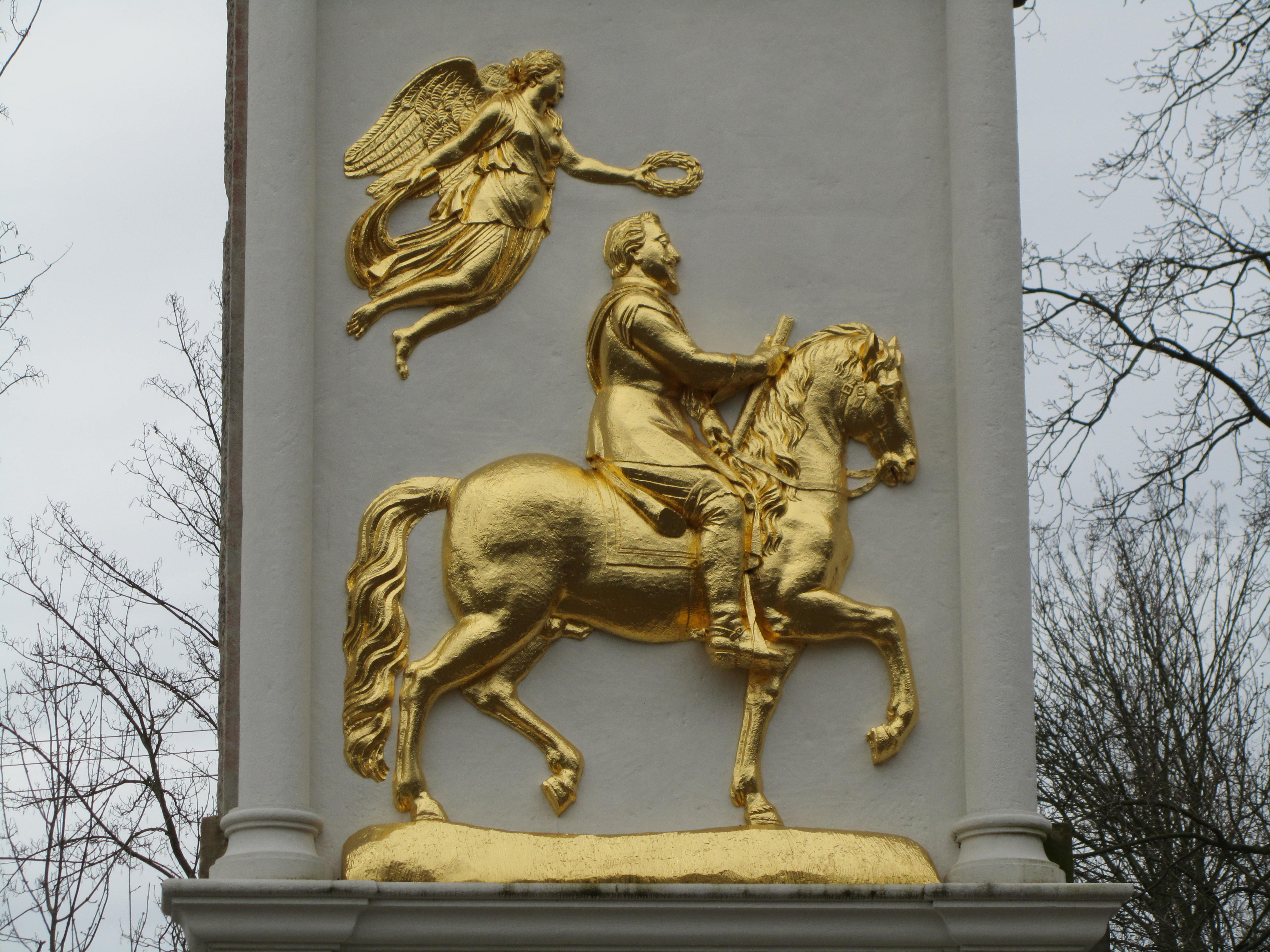
Sandsteinrelief mit Gustav Adolf
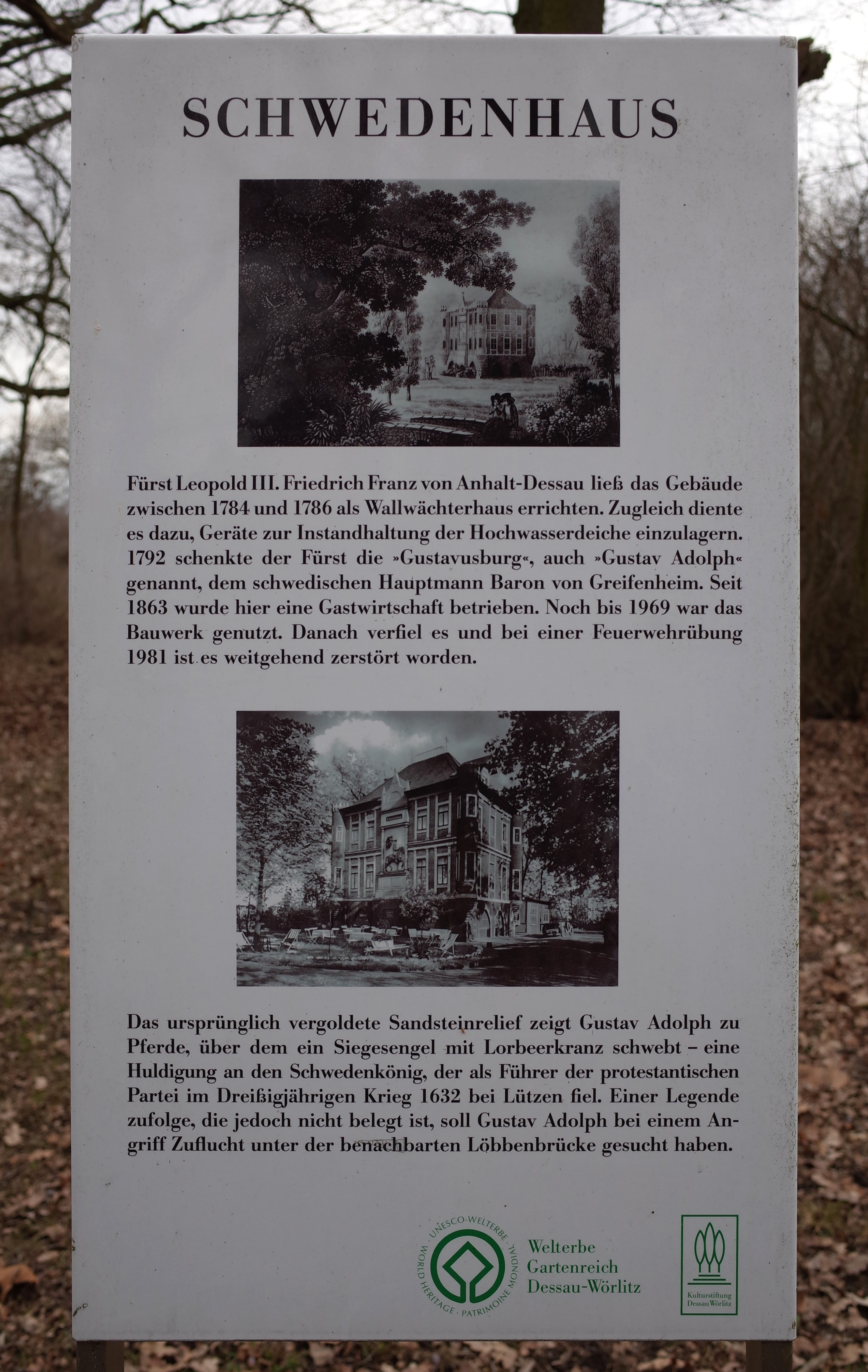
Informationstafel am Schwedenhaus